# Julien Sola
Pour les articles homonymes, voir Sola.
Julien Sola, né le 13 juin 1984 à Toulouse, est un footballeur français qui évolue au poste de milieu de terrain.
Gravement blessé au genou en 2008, Julien Sola met un terme officiel à sa carrière en février 2010, bien qu'il reste administrativement sous contrat jusqu'en juin.

## Carrière
| Saison      | Club       | Pays   | Championnat        | Coupes nationales |
| ----------- | ---------- | ------ | ------------------ | ----------------- |
| 2006 - 2007 | SCO Angers | France | 28 matchs / 3 buts | 2 matchs / 0 buts |
| 2007 - 2008 | SCO Angers | France | 28 matchs / 1 buts | 4 matchs / 0 buts |
| 2008 - 2009 | SCO Angers | France | 0 matchs / 0 buts  | 0 matchs / 0 buts |

Dernière mise à jour le 22 mai 2008